# Nisko
Nisko je město ve východním Polsku v Podkarpatském vojvodství v okrese Nisko, ležící na řece San ve stejnojmenné městsko-vesnické gmině. V roce 2024 zde žilo 14 477 obyvatel.

## Historie
Po prvním dělení Polska v roce 1772 připadlo Nisko Habsburkům a součástí Haliče zůstalo až do rozpadu monarchie v listopadu 1918. V roce 1867 panství koupil kníže Eugen Kinsky a dal je věnem dceři Marii. Ta se 21 září 1868 provdala za knížete Olivera Rességuier de Miremont. On a jeho nástupci panství mezi lety 1868 a 1912 povznesli, byla postavena železniční stanice, nemocnice, kostel, školy, továrny a zámek (dosud slouží jako nemocnice).
Statut města byl Nisku udělen 30. října 1933.
Ve druhé polovině října 1939 v rámci Akce Nisko dorazily do Niska z Moravské Ostravy, Katovic a Vídně dva deportační transporty Židů, které představovaly vůbec první transporty evropských Židů a jež zahrnovaly více než 2 000 osob. Židé byli donuceni si pak v sousední vesnici Zarzecze na své vlastní náklady vybudovat tábor. Nejednalo se však o tábor likvidační, jako tomu bylo v pozdějších nacistických koncentračních táborech. Nacisté již na podzim roku 1939 vyhodnotili tento pokus o „řešení židovské otázky“ jako nezdařilý, a na jaře 1940 byl proto tábor zrušen a zbylí vězni se mohli vrátit domů.

## Partnerská města
- Fehérgyarmat, Maďarsko
- Hecklingen, Německo
- Horodok, Ukrajina
- Semerovo, Slovensko[4]